# General Grievous
General Grievous é um personagem e um dos principais antagonistas de Star Wars, uma franquia midiática criada pelo cineasta estadunidense George Lucas. Grevious teve sua primeira aparição na série animada Star Wars: Clone Wars (2003) e uma participação de maior repercussão no filme Episode III – Revenge of the Sith (2005), quando foi dublado por Matthew Wood. Wood reprisou seu papel na série animada Star Wars: The Clone Wars (2008).
General Grievous é retratado como um brilhante estrategista militar que serve como Comandante Supremo da Confederação de Sistemas Independentes, liderando a totalidade do exército de droides durante as Guerras Clônicas. Um ciborgue da raça Kaleesh que domina todas as formas conhecidas de combate de sabre, Grievous foi treinado por Conde Dookan para rivalizar as habilidades dos Cavaleiros Jedi, pelos quais nutre um profundo ódio.